# اوور-سان-ژرژ
اوور-سان-ژرژ (به فرانسوی: Auvers-Saint-Georges) یک کمون در فرانسه است که در Seine-et-Oise واقع شده‌است. اوور-سان-ژرژ ۱۲٫۹۹ کیلومتر مربع مساحت دارد.